# Millbrook (Kornwalia)
Millbrook – wieś w Anglii, w Kornwalii, położona na półwyspie Rame. Leży 98 km na wschód od miasta Penzance i 315 km na południowy zachód od Londynu. W 2001 miejscowość liczyła 2033 mieszkańców.